# Park Eun-seok
Park Eun-seok (hangul: 박은석), es un actor surcoreano.

## Biografía
Tiene un hermano mayor. 
Vivió en Long Island, Nueva York desde los 7 años y se mudó a Corea del Sur en 2005 cuando tenía 22 años.
Estudió en el "Seoul Institute of the Arts" con un grado en difusión.
Por voluntad propia realizó su servicio militar a pesar de que no estaba obligado a alistarse para el servicio obligatorio en Corea del Sur, ya que tenía residencia permanente en los Estados Unidos.
Habla con fluidez el inglés.
En noviembre de 2020 tuvo que someterse a una prueba de COVID-19 y poco después el 24 de noviembre del mismo año, se confirmó que sus resultados habían dado negativos.

## Carrera
Es miembro de la agencia Hunus Entertainment (후너스엔터테인먼트). Previamente formó parte de la agencia JS Pictures.
En 2015 se unió al elenco recurrente de la serie The Village: Achiara's Secret donde interpretó a Nam Gun-woo, un miembro de la villa. 
En el 2016 se unió al elenco recurrente de la serie One More Happy Ending donde dio vida a Bang Dong-bae, el prometido de Hae Ae-ran (Seo In-young).
En 2017 se unió al elenco recurrente de la serie Rebel: Thief Who Stole the People donde interpretó a Jo Soo-hak, el hijo de Jo Cham-bong (Son Jong-hak). El actor Kim Ye-joon interpretó a Soo-hak de pequeño.
El 14 de mayo de 2018 se unió al elenco principal de la serie Partners for Justice donde dio vida a Kang Hyun, un fiscal de élite que es un colega de Eun Sol (Jeong Yu-mi).
En febrero de 2019 se anunció que se había unido al elenco recurrente de la serie Doctor Prisoner donde interpretó a Lee Jae-hwan, el hijo de la familia Taegang.
En octubre de 2020 se unió al elenco principal de la serie Penthouse: War In Life donde dio vida a Logan Lee, un hombre que se hace pasar por el profesor de educación física Gu Ho-dong, para encontrar a los responsables de la muerte de su hermana adoptiva Min Seol-ah (Jo Soo-min) y vengarse, hasta el final de la serie el 10 de septiembre de 2021.

## Filmografía

### Series de televisión
| Año     | Título                                            | Personaje              | Notas                           | Ref.         |
| ------- | ------------------------------------------------- | ---------------------- | ------------------------------- | ------------ |
| 2010    | Athena: Goddess of War                            | Hyeon Soo              |                                 |              |
| 2012    | Take Care Of Us, Captain                          | Park Eun-seok          |                                 |              |
| 2015    | Webtoon Hero - Tundra Show: My Man is Baby Keeper | Joo Do-jin             | 12 episodios                    |              |
| 2015    | Noble, My Love                                    | Woo Sang-hyeon         |                                 |              |
| 2015    | The Village: Achiara's Secret                     | Nam Gun-woo            |                                 |              |
| 2016    | One More Happy Ending                             | Bang Dong-bae          | 13 episodios                    |              |
| 2016    | The Gentlemen of Wolgyesu Tailor Shop             | Min Hyo-sang           |                                 |              |
| 2017    | Rebel: Thief Who Stole the People                 | Jo Soo-hak             | 3 episodios                     |              |
| 2018    | Partners for Justice                              | Kang Hyun              | 32 episodios                    |              |
| 2018    | Voice 2                                           | David (BJ)             | 2 episodios                     |              |
| 2019    | Doctor Prisoner                                   | Lee Jae-hwan           |                                 |              |
| 2019    | Partners for Justice 2                            | Kang Hyun              | 2 episodios                     |              |
| 2019    | Leverage                                          | Min Young-min          | 2 episodios                     |              |
| 2020-21 | Penthouse: War In Life                            | Logan Lee (Gu Ho-dong) |                                 |              |
| 2021    | Penthouse: War In Life 2                          | Logan Lee              |                                 |              |
| 2021    | Penthouse: War In Life 3                          | Logan Lee / Alex Lee   |                                 |              |
| 2021-22 | Moonshine                                         | Príncipe Sunghyun      | Aparición especial, 3 episodios | [ 8 ]        |
| 2024    | Dare to Love Me                                   | Lee Joon-ho            |                                 | [ 9 ] [ 10 ] |

### Películas
| Año  | Título                                                | Personaje   | Notas                                            |
| ---- | ----------------------------------------------------- | ----------- | ------------------------------------------------ |
| 2012 | 992                                                   | -           |                                                  |
| 2015 | 12 Deep Red Nights: Chapter 1 (십이야 – 남의 소리 편) | Kwang Hyeon | junto a Lee Kwan-hoon, Kim Ye-na y Bae Young-ran |

### Programas de variedades
| Año  | Título                                                                  | Notas                             |
| ---- | ----------------------------------------------------------------------- | --------------------------------- |
| 2021 | Hangout with Yoo (How Do You Play?)                                     | (ep. #87) - invitado              |
| 2021 | My Little Old Boy (My Ugly Duckling)                                    | (ep. #230) - presentador invitado |
| 2021 | Running Man                                                             | (ep. #542) - invitado             |
| 2021 | Kang Ho Dong’s Rice Power (Do you eat rice - Kang Ho-dong's rice heart) | invitado                          |
| 2021 | I Live Alone                                                            | [ 16 ] [ 17 ]                     |

### Radio
| Año  | Título                      | Notas |
| ---- | --------------------------- | ----- |
| 2015 | 슈퍼주니어의 키스 더 라디오 | -     |

### Teatro[18]
| Año               | Obra                                    | Personaje | Notas                                |
| ----------------- | --------------------------------------- | --------- | ------------------------------------ |
| 2020 - 2021       | 아마데우스                              | -         |                                      |
| 2019 - 2020       | 조지아 맥브라이드의 전설                | -         |                                      |
| 2016, 2019 - 2020 | The History Boys (히스토리 보이즈)      | -         | [ 19 ] [ 20 ] [ 21 ]                 |
| 2019              | 어나더 컨트리                           | -         |                                      |
| 2018 - 2019       | 벙커 트릴로지                           | -         |                                      |
| 2018, 2020        | 아트                                    | -         |                                      |
| 2018              | 네버 더 시너                            | -         |                                      |
| 2017 - 2018       | 블라인드                                | -         |                                      |
| 2016              | 클로저                                  | -         |                                      |
| 2016              | 뮤지컬 토크 콘서트 집들이 - 나머지 수업 | -         | junto a Shim Hee-sub y Son Seung-won |
| 2015              | 카포네 트릴로지                         | -         |                                      |
| 2014              | 프라이드                                | -         |                                      |
| 2013              | 햄릿                                    | -         |                                      |

### Aparición en videos musicales
| Año  | Artista      | Canción             | Notas         |
| ---- | ------------ | ------------------- | ------------- |
| 2021 | BM (de KARD) | "Broken Me"         | [ 23 ]        |
| 2021 | Ailee        | "Make Up Your Mind" | [ 24 ] [ 25 ] |

### Revistas / sesiones fotográficas
| Año  | Título                | Notas          |
| ---- | --------------------- | -------------- |
| 2021 | Cosmopolitan Magazine | junto a Eugene |
| 2021 | 1st Look Magazine     | [ 27 ]         |
| 2021 | Esquire Korea         | [ 28 ]         |

## Premios y nominaciones
| Año  | Categoría                                                   | Premio               | Trabajo                        | Resultado |
| ---- | ----------------------------------------------------------- | -------------------- | ------------------------------ | --------- |
| 2021 | Excellence Award, Actor in a Miniseries Genre/Fantasy Drama | 2021 SBS Drama Award | Penthouse: War In Life S2 & S3 | Nominado  |
| 2020 | Best Supporting Actor                                       | 28th SBS Drama Award | Penthouse: War In Life         | Ganó      |